# International Race of Champions

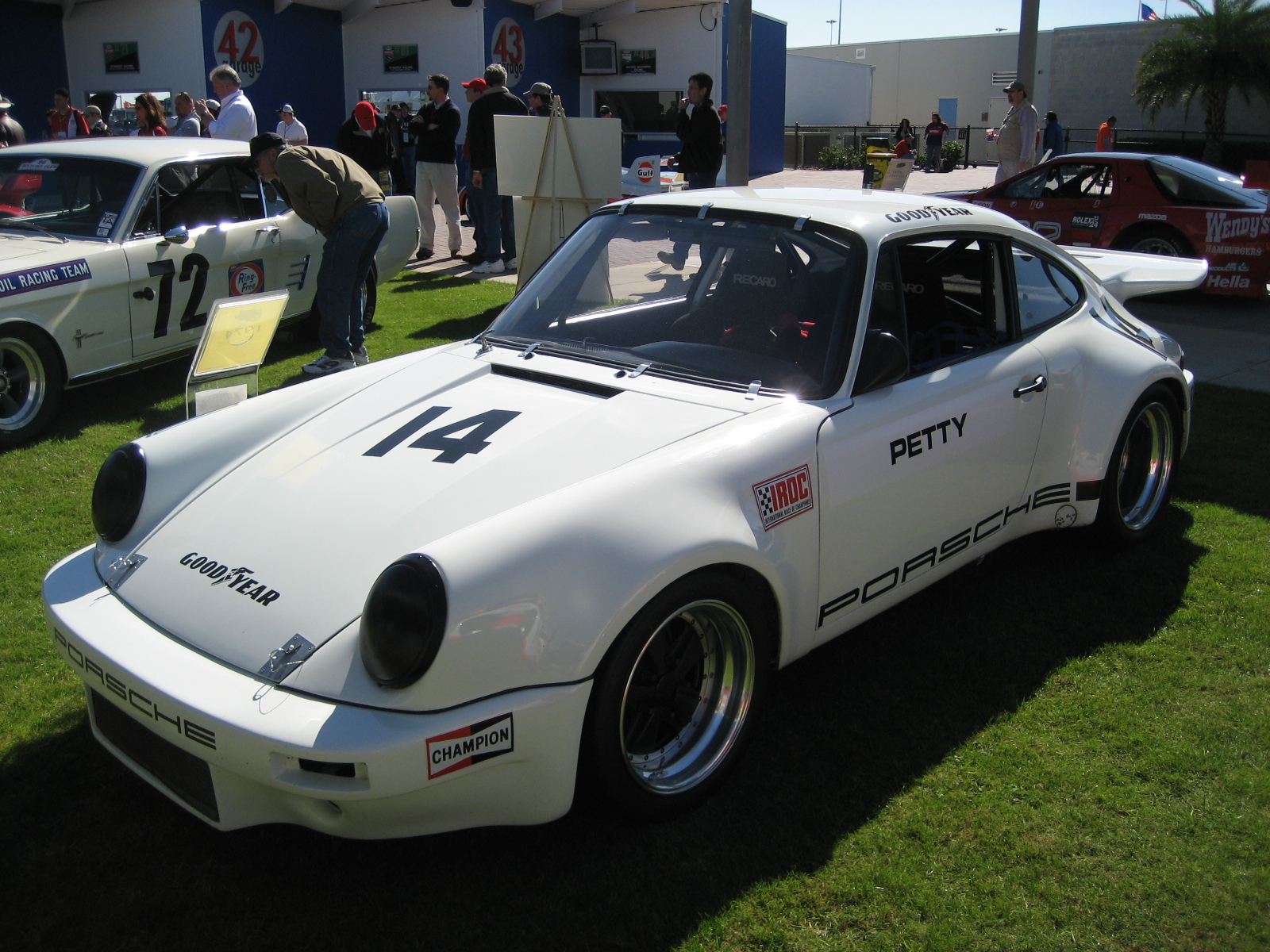
Porsche 911 de Richard Petty del IROC 1974.

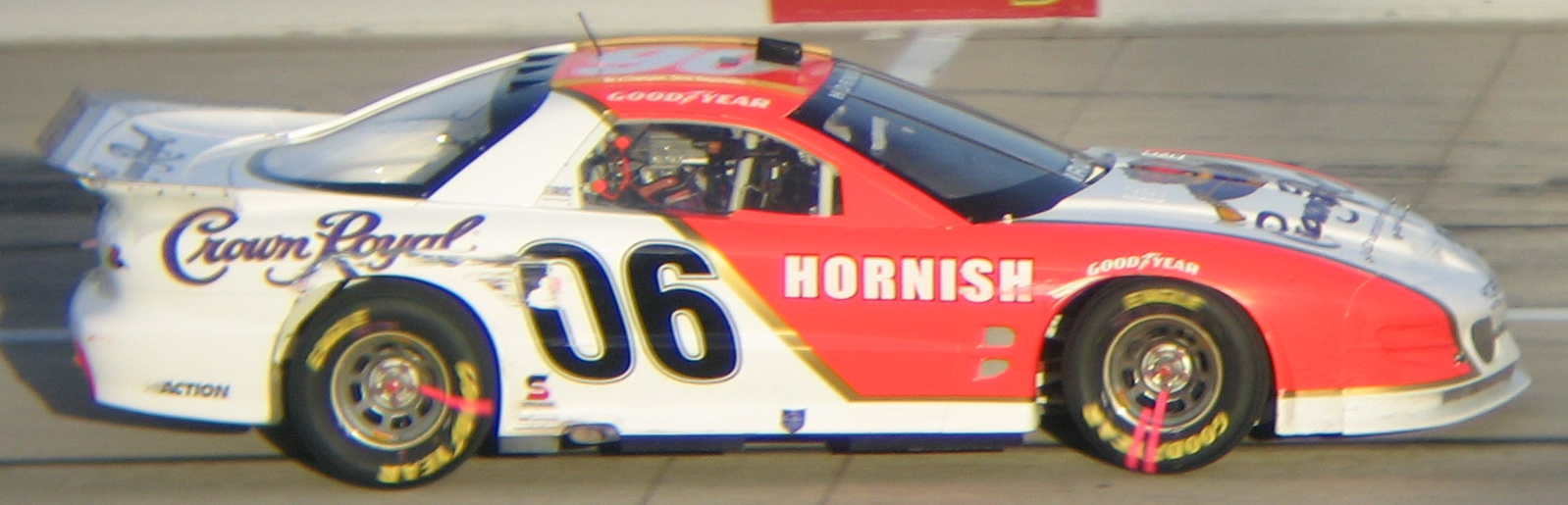
Pontiac Firebird Trans Am pilotado por Sam Hornish en el IROC 2006.

La International Race of Champions (abreviada IROC) es un campeonato de automovilismo de velocidad disputado en Estados Unidos desde 1973 hasta 1980 y luego desde 1984 hasta 2006. Fue un proyecto de David Lockton, propietario del óvalo de Ontario, con la idea de atraer los mejores pilotos de las diversas disciplinas de automovilismo del país y enfrentarlos en igualdad de condiciones. Para ello, los 12 automóviles eran idénticos y los preparaba una misma estructura.
En la primera etapa de la categoría, la última fecha de cada temporada se disputaba en el año indicado y las demás el año anterior. En la temporada 1974 se utilizó el Porsche 911, tras lo cual se adoptaron stock cars. Desde 1975 hasta 1980, el automóvil fue el Chevrolet Camaro. El certamen estuvo ausente hasta 1984, a partir del cual las temporadas se disputaron en el año calendario. El automóvil volvió a ser el Chevrolet Camaro hasta 1989, el Dodge Daytona desde 1990 hasta 1992, el Dodge Avenger en 1994 y 1995, y el Pontiac Firebird Trans Am desde 1996 hasta 2006.
Cada temporada, designadas oficialmente con números romanos, consistió en solamente tres a cinco carreras, de manera que los pilotos pudieran hacerse un hueco en su agenda. Los circuitos utilizados variaron enormemente. En la temporada 1974 se utilizaron dos circuitos mixtos, Riverside y Daytona, con una fecha cada uno. las siguientes temporadas hubo tres fechas: Michigan, Riverside y el óvalo de Daytona. En 1979 y 1980, las tres fechas fueron Míchigan, Riverside y Atlanta.
En la segunda etapa del certamen, los circuitos variaron frecuentemente. Desde 1984 hasta 1991, el IROC visitó los óvalos de Dayton, Míchigan, Talladega y Nazareth, y los circuitos mixtos de Cleveland, Mid-Ohio, Watkins Glen y Riverside. A partir de 1992, solamente se utilizaron óvalos: Daytona, Míchigan, Talladega, Indianápolis, Charlotte, Darlington y Fontana hasta 2001; y Daytona, Talladega, Indianápolis, Atlanta, Chicagoland, Fontana, Texas y Richmond desde 2002 hasta 2005. En 2006 se volvió a utilizar un circuito mixto, el de Daytona.
Dado que la IROC utilizaba stock cars y se diputaba mayoritariamente en óvalos, el certamen fue dominado por los pilotos de la Copa NASCAR, aunque algunos pilotos de IndyCar también se destacaron. Mark Martin ostenta los principales récords en la International Race of Champions: cinco títulos en 1994, 1996, 1997, 1998 y 2005, y 13 triunfos. Dale Earnhardt lo sigue en títulos con cuatro y en victorias con 11. En los pilotos con dos títulos se encuentra Al Unser Jr., quien también ganó 11 pruebas.

## Campeones
| Año  | Piloto          |
| ---- | --------------- |
| 1974 | Mark Donohue    |
| 1975 | Bobby Unser     |
| 1976 | A. J. Foyt      |
| 1977 | A. J. Foyt      |
| 1978 | Al Unser        |
| 1979 | Mario Andretti  |
| 1980 | Bobby Allison   |
| 1984 | Cale Yarborough |
| 1985 | Harry Gant      |
| 1986 | Al Unser Jr.    |
| 1987 | Geoffrey Bodine |
| 1988 | Al Unser Jr.    |
| 1989 | Terry Labonte   |
| 1990 | Dale Earnhardt  |
| 1991 | Rusty Wallace   |
| 1992 | Ricky Rudd      |
| 1993 | Davey Allison   |
| 1993 | Terry Labonte   |
| 1994 | Mark Martin     |
| 1995 | Dale Earnhardt  |
| 1996 | Mark Martin     |
| 1997 | Mark Martin     |
| 1998 | Mark Martin     |
| 1999 | Dale Earnhardt  |
| 2000 | Dale Earnhardt  |
| 2001 | Bobby Labonte   |
| 2002 | Kevin Harvick   |
| 2003 | Kurt Busch      |
| 2004 | Matt Kenseth    |
| 2005 | Mark Martin     |
| 2006 | Tony Stewart    |

## Pilotos destacados
| Piloto          | Títulos | Victorias |
| --------------- | ------- | --------- |
| Mark Martin     | 5       | 13        |
| Dale Earnhardt  | 4       | 11        |
| Al Unser Jr.    | 2       | 11        |
| Cale Yarborough | 1       | 5         |
| Bobby Allison   | 1       | 4         |
| Neil Bonnett    | 0       | 4         |
| Tony Stewart    | 1       | 4         |
| Bobby Unser     | 1       | 4         |
| Rusty Wallace   | 1       | 4         |